# Cesare Magarotto
Pour les articles homonymes, voir Magarotto.
Cesare Magarotto, né le 10 juillet 1917 à Padoue et décédé le 24 août 2006 à Rome, est un des fondateurs de la Fédération mondiale des sourds à Rome et le fils d'Antonio Magarotto.

## Biographie
Cesare Magarotto est l'ainé des trois enfants d'Antonio Magarotto, un fondateur de l'association italienne des sourds.
Il est un des fondateurs et le premier secrétaire général (1951-1987) de la Fédération mondiale des sourds à Rome . Il est présenté de la création de l'European Community Regional Secretariat les 6 et 7 mars 1985.

### Vie privée
Cesare est marié avec Luciana Epifani, ils ont deux fils Ezio et Grazia.

## Distinctions et récompenses
- Croce di guerra al valor militare en 1957
- Grand Officier de l'Ordre du Mérite de la République italienne, le 8 mars 1965
- Médaille d'or à la culture de l'école mérite et de l'art, le 14 juin, 1975
- Chevalier Grand-Croix du Mérite de la République italienne, le 16 décembre 1996, décoré par le président Oscar Luigi Scalfaro
- Diplôme d'honneur de l'Université Gallaudet en 1975[6]
- Prix Edward Miner Gallaudet Award par l'Université Gallaudet en 1996[7]

## Source de la traduction
- (it) Cet article est partiellement ou en totalité issu de l’article de Wikipédia en italien intitulé « Cesare Magarotto » (voir la liste des auteurs).